# Ян Бжехва
Ян Бжехва е полски поет, писател и преводач на руска литература.
Известен е предимно с произведенията си за деца. Роден е под името Ян Виктор Лесман (Jan Wiktor Lesman) в семейство на полски евреи, а псевдонимът му Бжехва на полски означава част от стрела.

## Творчество
Ян Бжехва е известен с произведенията си за деца. Едно от най-известните му стихотворения е Chrząszcz („Бръмбарът“) и има един от най-трудните за произнасяне текстове в полската литераура. Първият му ред – W Szczebrzeszynie chrząszcz brzmi w trzcinie („В Шчебжешин бръмбар бръмчи в тръстиката“), е една от най-популярните полски скоропоговорки.
Бжехва е превеждал руска литература от Александър Пушкин, Сергей Есенин и Владимир Маяковски.

## Творби
- 1926 – Oblicza zmyślone
- 1937 – Tańcowała igła z nitką
- 1938 – Kaczka Dziwaczka
- 1946 – Akademia Pana Kleksa
- 1946 – Ptasie plotki
- 1946 – Pan Drops i jego trupa
- 1948 – Na wyspach Bergamutach
- 1948 – Opowiedział dzięcioł sowie
- 1948 – Przygody rycerza Szaławiły
- 1951 – Uczymy się chodzić
- 1953 – Teatr Pietruszki
- 1953 – Wagary
- 1957 – Magik
- 1958 – Wyssane z palca
- 1958 – Sto bajek
- 1961 – Podróże pana Kleksa
- 1964 – Śmiechu warte
- 1965 – Od baśni do baśni
- 1965 – Tryumf pana Kleksa